# بشرة خير (أغنية)
أغنية بُشرة خير لحسين الجسمي وتلحين عمرو مصطفى وكلمات أيمن بهجت قمر، تدعو الأغنية المواطنين للنزول للتصويت بانتخابات الرئاسة في جمهورية مصر العربية يومى 26 و27 مايو/ أيار عام 2014. وقيل بأنها أصبحت «الأغنية الرسمية لمؤيدي السيسي»، إلى جانب أغنية «تسلم الأيادي».

## مناسبة الأغنية
دعوة المصريين للنزول والتصويت في الانتخابات الرئاسية يومي 26 و27 مايو، والاختيار بين عبد الفتاح السيسي وحمدين صباحي. جاء ذلك بعد دعوات لمقاطعة الانتخابات وردود أفعال المواطنين حول عدم جدوى التصويت. وكتب حسين الجسمي، في حسابه على تويتر:

## كلمات الأغنية
- انتبه! النص التالي مكتوب كما ينطق باللهجة العربية المصرية، وقد يصعب قرائتها على غير المتمرسين في القراءة بذلك الأسلوب.

تبدأ الأغنية:«دي فركة كعب وهتعملها..قصاد الدنيا هتقولها.. وخد بقى عهد تعدِلها..سكت كتير.. خَدِت إيه مصر بسكوتك.. ماتستخسرش فيها صوتك.. بتكتب بكرة بشروطك دي بشرة خير.»
وتقول كلمات الأغنية، التي كتبها أيمن بهجت قمر ولحنها عمرو مصطفى: «قوم نادي ع الصعيدي وابن أخوك البورسعيدي والشباب السكندراني اللمة دي لمة رجال.. وأنا هاجي مع السوهاجي والقناوي والسيناوي والمحلاوي اللي ميه ميه والنوبة الجُمال».
وتمضي قائلة: «ماتوصيش السوايسة الدنيا هايصة كده كده والاسماعلاوية ياما كادوا العدا.. كلمني ع الشراقوه وإحنا ويا بعض أقوى وإحنا ويا بعض أقوى وأملنا كبير».
واختتم الجسمي كلماتها بقوله: «بحيري منوفي أو دمياطي دول أقربلي من إخواتي..حلايب أهل وقرايب ناديلهم رووح.. وأكتر حاجة فيها ميزة نشوف حبايبنا في الجيزة.. يا مرحب ألف خطوة عزيزة بناس مطروح».

## ردود الأفعال حول الأغنية

### نقد المطرب المصري هاني شاكر
انتقد هاني شاكر صورة مصر في الكليب، وكان الأولى على مخرج الكليب أن يظهر جمال مصر ومناظرها الطبيعية، وآثارها العظيمة، موضحا أنه عندما قدم حسين الجسمي أغنية عن الإمارات تم تصويرها في أجمل مناطق في الإمارات.

### لحن الأغنية
اتهم الملحن محمد رحيم عبر حسابه على تويتر زميله الملحن عمرو مصطفى بسرقة لحن أغنية بشرة خير والتي لحنها الثاني مؤخرًا وغناها المطرب حسين الجسمي. حيث ادعى رحيم أن أول جزء في الأغنية من لحن أغنية ايما الهندية والجزء الثاني من أغنية كل ده للفنانة المصرية شيرين وجدي والأغنيتان من ألحانه وقدمهما منذ سنوات عديدة.

### موقعاليوتيوب
حصلت أغنية الجسمي على أكثر من 5 ملايين مشاهدة على يوتيوب في خمسة أيام.

## أكثر 100 أغنية مشاهدة في العالم
تم تصنيف الأغنية ضمن أعلى 100 كليب مشاهدة حول العالم بأكثر من 242 مليون مشاهد من يوم طرحها عبر قناة حسين الجسمي الخاصة في موقع اليوتيوب.